# Großsteingrab Westerbeverstedt
Das Großsteingrab Westerbeverstedt war eine megalithische Grabanlage der jungsteinzeitlichen Trichterbecherkultur bei Westerbeverstedt, einem Ortsteil der Ortschaft Lunestedt, die zur Einheitsgemeinde Beverstedt im niedersächsischen Landkreis Cuxhaven gehört. Es wurde im 19. oder frühen 20. Jahrhundert zerstört. Sein genauer Standort ist nicht überliefert. Auch über Ausrichtung, Maße und Grabtyp liegen keine näheren Angaben vor.